# Infulatartessus incertus
Infulatartessus incertus är en insektsart som beskrevs av Evans 1981. Infulatartessus incertus ingår i släktet Infulatartessus och familjen dvärgstritar. Inga underarter finns listade i Catalogue of Life.